# Naqsh-e Rostam
(Robert Byron)
Naqsh-e Rostam (in persiano: نقش رستم, Naqš-e Rostam) è un sito funerario achemenide con tombe reali monumentali, di interesse archeologico, sito a circa 12 km a nord-ovest di Persepoli, nella provincia di Fars, in Iran. Naqsh-i Rustam giace a poche centinaia di metri da Naqsh-e Rajab.

## Il sito
Il rilievo più antico di Naqsh-e Rostam è molto danneggiato e risale al 1000 a.C.; raffigura un uomo con uno strano copricapo e si ritiene essere di origine elamita. Tale rilievo è parte di una raffigurazione più grande, in gran parte rimossa per volere di Bahram II. L'uomo con il copricapo strano dà il nome al sito, Naqsh-e Rostam significa infatti "Immagine di Rostam", in quanto una leggenda locale voleva raffigurato l'eroe mitico Rostam.
In questa località a soli 5 km nord-ovest di Persepoli, si trovavano le tombe dei grandi re dei Persiani: da Dario I, a Serse, fino a quelle di Ardashir I e Sapore I, con ammirevoli rappresentazioni scultoree ed iscrizioni, come le cosiddette Res gestae divi Saporis (iscrizione trilingue in persiano, partico e greco).
Nel 2018 è stata scoperta nel registro superiore della facciata rupestre della tomba di Dario I un'iscrizione trilingue (antico persiano, elamico, babilonese) mai rilevata prima essendo nascosta da incrostazioni calcaree.

## Tombe achemenidi
Quattro sarebbero le tombe di re achemenidi, scavate nella roccia. Sono tutti a notevole altezza dal suolo. Le tombe sono conosciute come le "quattro croci persiane", per la forma della loro facciata. Il sito è noto come Ṣalib (in arabo  صليب‎?), forse una traduzione dalla parola persiana chalīpā (= "croce"). L'ingresso di ogni tomba è al centro di una croce, che si apre su di una piccola camera, dove il re giaceva in un sarcofago. La trave orizzontale di ciascuna delle facciate della tomba si crede fosse l'esatta replica dell'entrata del palazzo di Persepolis.

Una delle tombe è stata identificata da un'iscrizione che la accompagna e si tratterebbe della tomba di Dario I (522-486 a.C.). Le altre tre tombe si ritiene siano quelle di Serse I (486-465 a.C.), Artaserse I (465-424 a.C.), e Dario II (423-404 a.C.). Una quinta incompiuta, potrebbe appartenere ad Artaserse III, che regnò solo due anni, ma è più probabile che si tratti di quella di Dario III (336-330 a.C.), ultimo della dinastia achemenide.

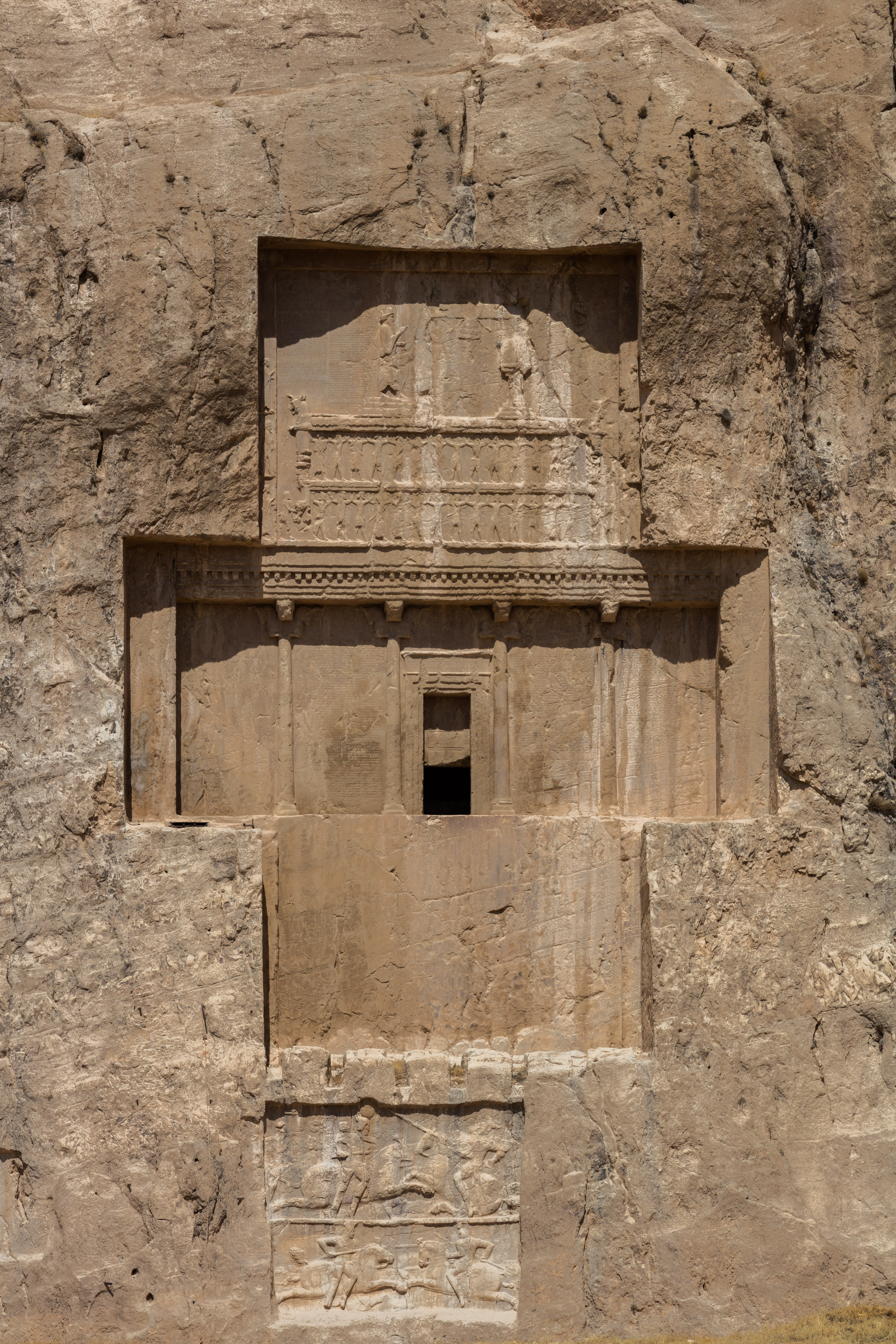
Tomba di Dario I
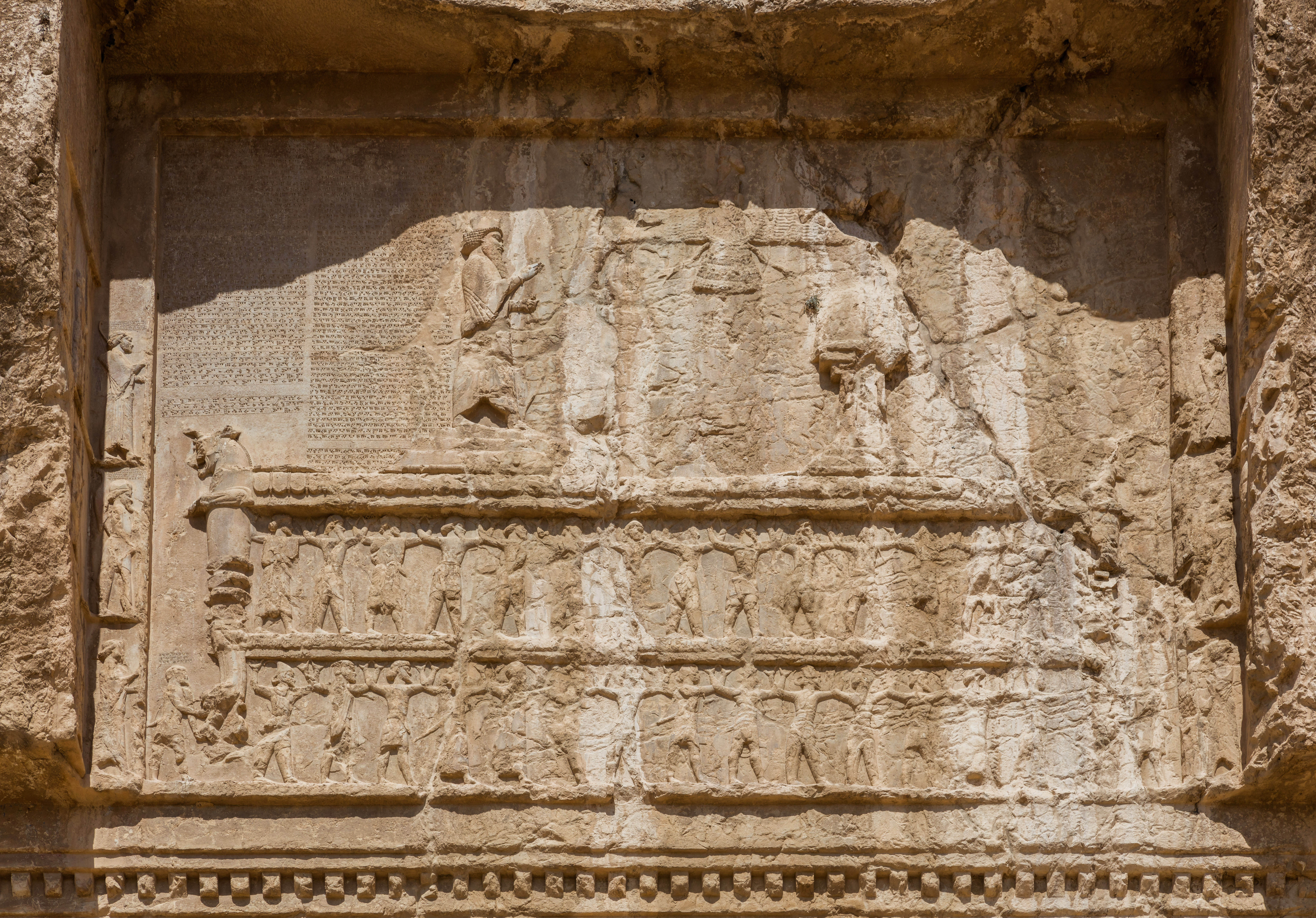
Il rilievo della tomba di Dario I
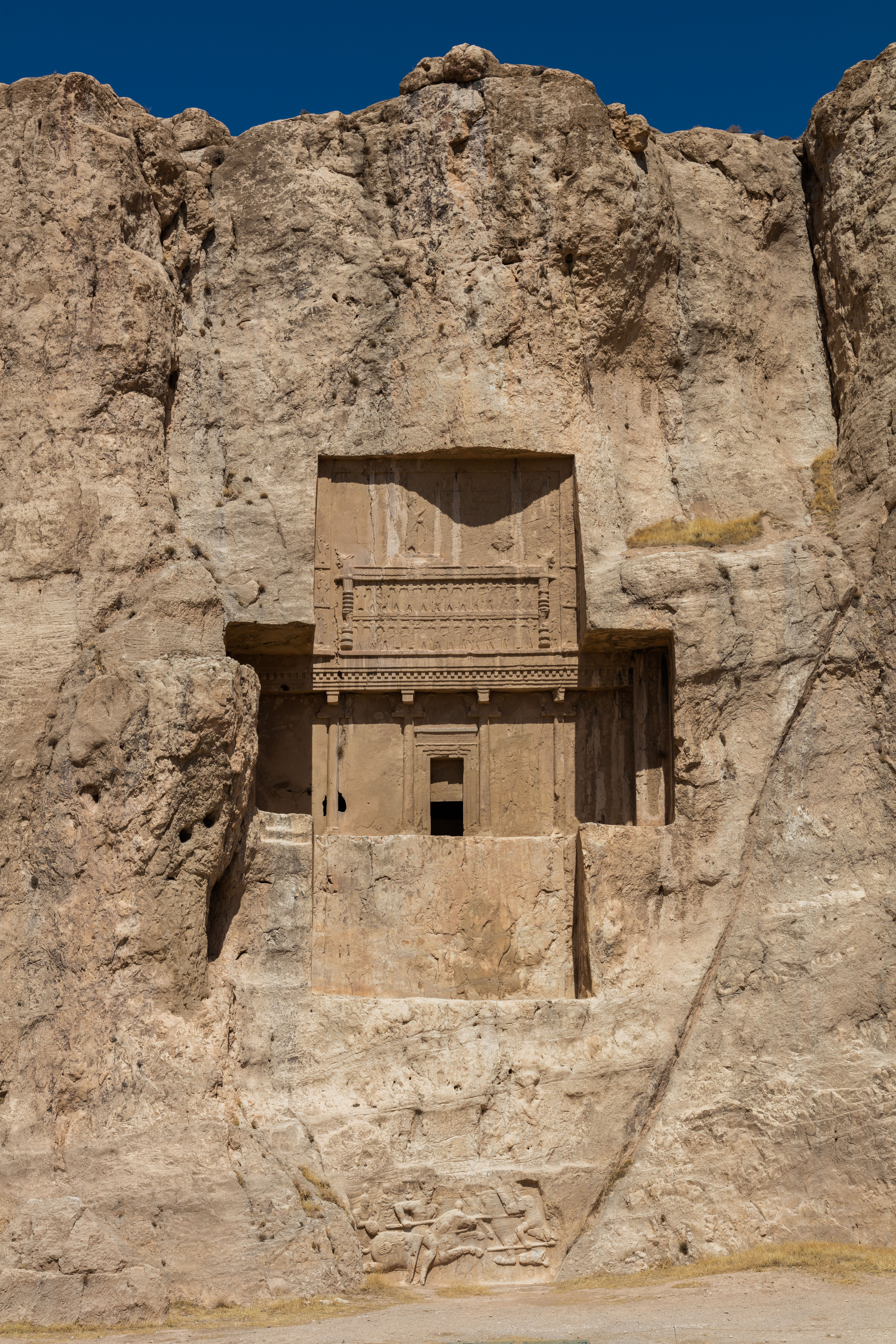
Tomba di Serse I
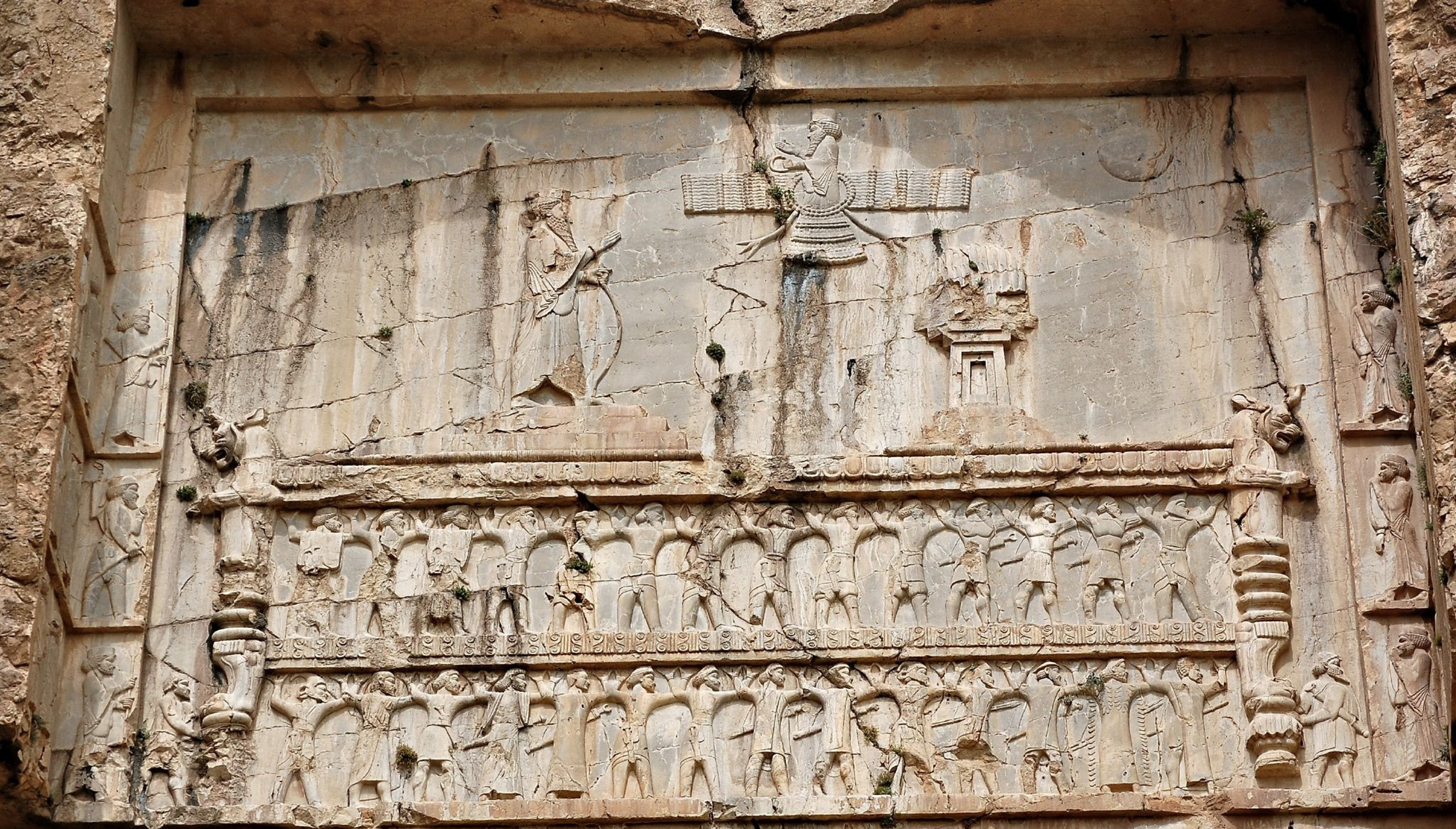
Rilievo della tomba di Serse I
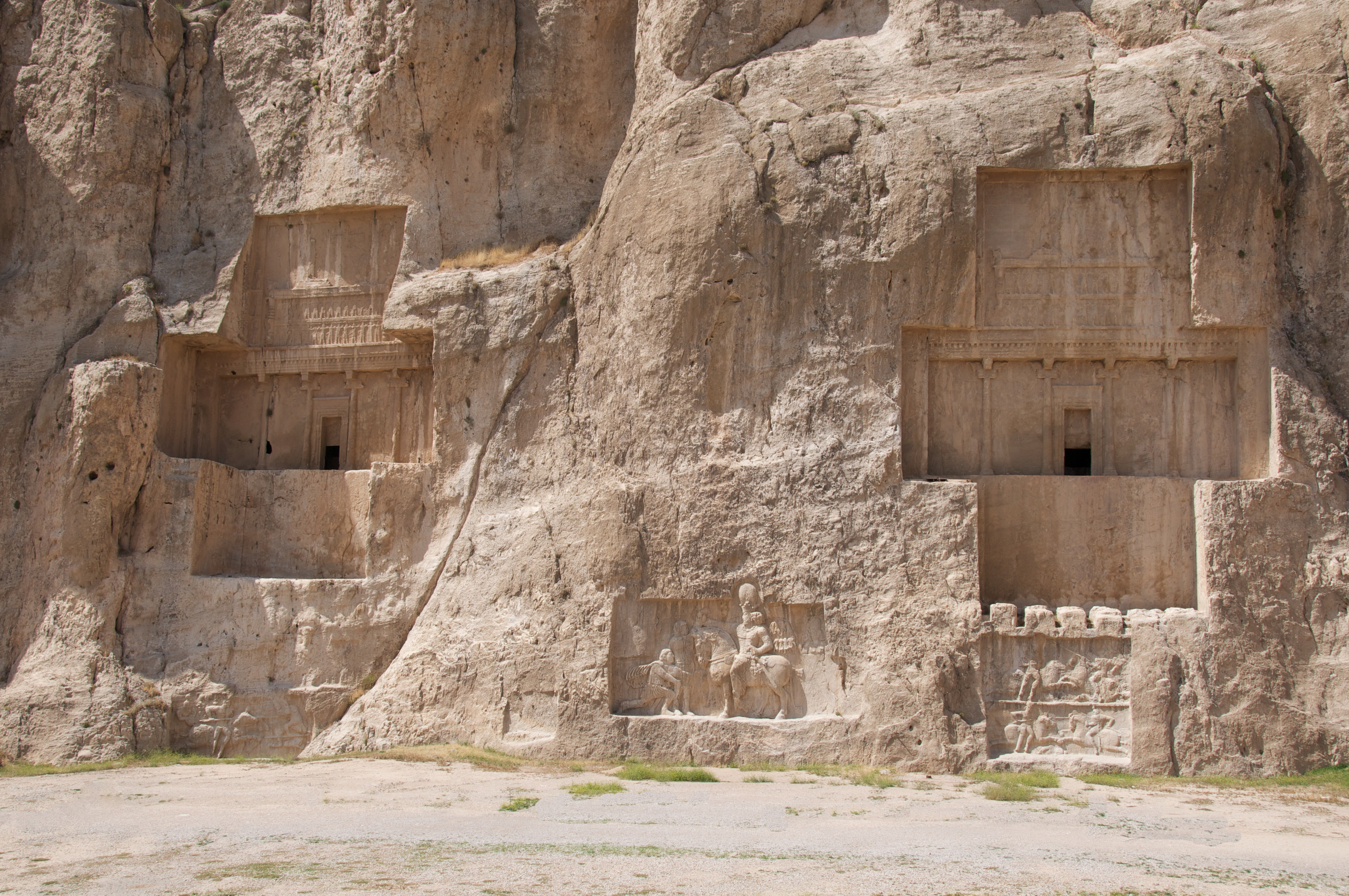
Tombe di Artaserse a destra e Dario II a sinistra

Le tombe furono, infine, saccheggiate in seguito alla conquista dell'impero achemenide da parte di Alessandro Magno.
Nel 1934 la località fu visitata dallo scrittore Robert Byron che si soffermò parecchio nella descrizione dei monumenti tra le pagine de La via per l'Oxiana.

## Rilievi rupestri sasanidi
Sette rilievi sulla roccia di grandi dimensioni raffiguravano alcuni re sasanidi:
| Tomba                                                        | Immagine | Descrizione |
| ------------------------------------------------------------ | -------- | --- |
| Ahura Mazda e Ardashir I (224/226-241)                       |          | Qui al fondatore della dinastia sasanide è consegnato il diadema della regalità da Ahura Mazdā. Nell'iscrizione, dove appare per la prima volta il termine "Iran" ed Ardashir ammette di tradire il suo re Artabano IV (i Sasanidi erano stati infatti uno Stato vassallo della dinastia dei Parti Arsacidi), ma legittima la sua azione sulla base del fatto che è Ahura Mazda a volerlo creare nuovo regnante. «Vicinissimi al gruppo del pulpito, a ovest, ci sono due cavalieri contrapposti, chini entrambi per afferrare l'anello simbolico. Qui il re sasanide porta il palloncino sopra il berretto frigio, il dio invece ha la corona municipale. I cavalli calpestano i nemici dei loro cavalieri e presentano dei buoni esempi di finimenti sasanidi. Ciascuno sfoggia fra le zampe posteriori un enorme fiocco, appeso a un cordone legato alla sella.» (Robert Byron) |
| Trionfo di Shapur I (241-272) con le Res gestae divi Saporis |          | Questo è forse il più famoso dei rilievi su pietra sasanidi, dove viene raffigurata la vittoria di Sapore su due imperatori romani, Filippo l'Arabo (che implora la pace) e Valeriano (che viene catturato, in ginocchio). Una versione più elaborata di questo rilievo si trova nella scultura su roccia di Bishapur dove appare anche l'imperatore romano Gordiano III, sdraiato a terra, morto. «La scena, in grandezza tre volte il naturale, mostra Sapore I a cavallo in atto di ricevere l'omaggio di Valeriano inginocchiato. L'atteggiamento del cavallo è tipicamente romano, tuttavia manca di forza. Come tutte le sculture sasanidi, è priva di muscolatura: un manichino impagliato. Una delle teste sul lato est ha l'aria achemenide. È possibile che ci fosse qui una scultura più antica, che i Sasanidi distrussero per fare posto alla loro propaganda?» (Robert Byron) |
| La grandezza di Bahram II (276-293)                          |          | Su ogni lato del re, che è raffigurato con una spada di grandi dimensioni, figurano la faccia del sovrano. Sulla sinistra ci sono cinque figure (forse i membri della famiglia imperiale, di cui tre con diadema). A destra tre cortigiani, una delle quali potrebbe essere Kartir. Questo rilievo è immediatamente a destra di quello dove troviamo l'"investitura" di Ardashir (vedi sopra). «Un re sasanide e la sua corte su un pulpito o galleria. Questa scena curiosa è scolpita al centro di una sporgenza semiesagonale della roccia. Il re è in piedi al centro del gruppo, nel punto in cui un'interruzione della balaustrata permette di vedere la sua figura intera. Tre mezze figure gli fanno ala dalle due parti, e altre due sul lato ovest. Tali figure hanno caratteristiche achemenidi, invece la testa del re è tipicamente sasanide. Chissà se anticamente non c'era qui una scultura achemenide, o se la somiglianza non è il frutto di una deliberata ricerca arcaizzante.» (Robert Byron) |
| Primo rilievo equestre di Bahram II                          |          | Il primo rilievo, situato immediatamente sotto la tomba, sembra di Dario II, raffigura il re in battaglia con un soldato romano a cavallo. «Un re sasanide incalza un nemico con l'asta. Il suo palloncino è più piccolo degli altri, ha la forma di un limone ed è attaccato al capo da una specie di peduncolo. In questo bassorilievo si nota una maggiore vivacità. L'imitazione romana è limitata e l'insieme ricorda quelle figure equestri sul vasellame d'argento che esprimono la vera genialità di questo periodo.» (Robert Byron) |
| Secondo rilievo equestre di Bahram II                        |          | Il secondo rilievo equestre, che si trova immediatamente sotto la tomba di Dario I, è diviso in due parti, uno superiore ed uno inferiore. Nel registro superiore il re sembra costringere un nemico romano a scendere da cavallo. Nel registro inferiore, il re combatte ancora con un soldato romano a cavallo. Entrambi i rilievi raffigurano un nemico morto sotto gli zoccoli del cavallo del re. «Un re sasanide con acconciatura a palloncino combatte all'asta con un nemico. Molto danneggiato. Al di sotto, le teste e le spalle di altri due guerrieri con l'asta. Qui il terreno non è stato rimosso e la maggior parte del pannello è nascosta.» (Robert Byron) |
| Investitura di Narsete (293-303)                             |          | In questo rilievo, il re è raffigurato quando riceve il diadema della regalità da una figura femminile che si ritiene essere la divinità di Arədvī Sura Anahita. Tuttavia, il re non è raffigurato in una posa che ci si aspetterebbe in presenza di una divinità, ed è quindi probabile che la donna sia una sua parente, forse la regina Shapurdokhtak. «Il re, vestito di pantaloni di mussola da mandriano, con le scarpe a punta quadra da cui sventolano lunghi nastri e l'acconciatura a palloncino, si oppone a una figura allegorica la cui corona municipale, su un alto strato di riccioli a salamino, potrebbe essere un bozzetto di Bernard Partridge. Questa creatura, il cui sesso è controverso, tiene un anello indicante il patto stipulato con il re. Tra i due si vede la figura di un bambino, dietro il re c'è invece un uomo con il berretto frigio. Questo pannello si trova ora sotto il livello del terreno, ed è stato messo in luce da uno scavo.» (Robert Byron)                      |
| Rilievo equestre di Ormisda II (303-309)                     |          | Questo rilievo è sotto alla cosiddetta tomba n.3 (forse quella di Artaserse I) e raffigura Ormisda che tenta di disarcionare un nemico da cavallo, forse Papak di Armenia. Immediatamente sopra il rilievo e al di sotto della tomba, vi sarebbe un rilievo gravemente danneggiato di quello che sembra essere Sapore II (309-379), accompagnato da alcuni suoi cortigiani. |

## La "casa centrale"

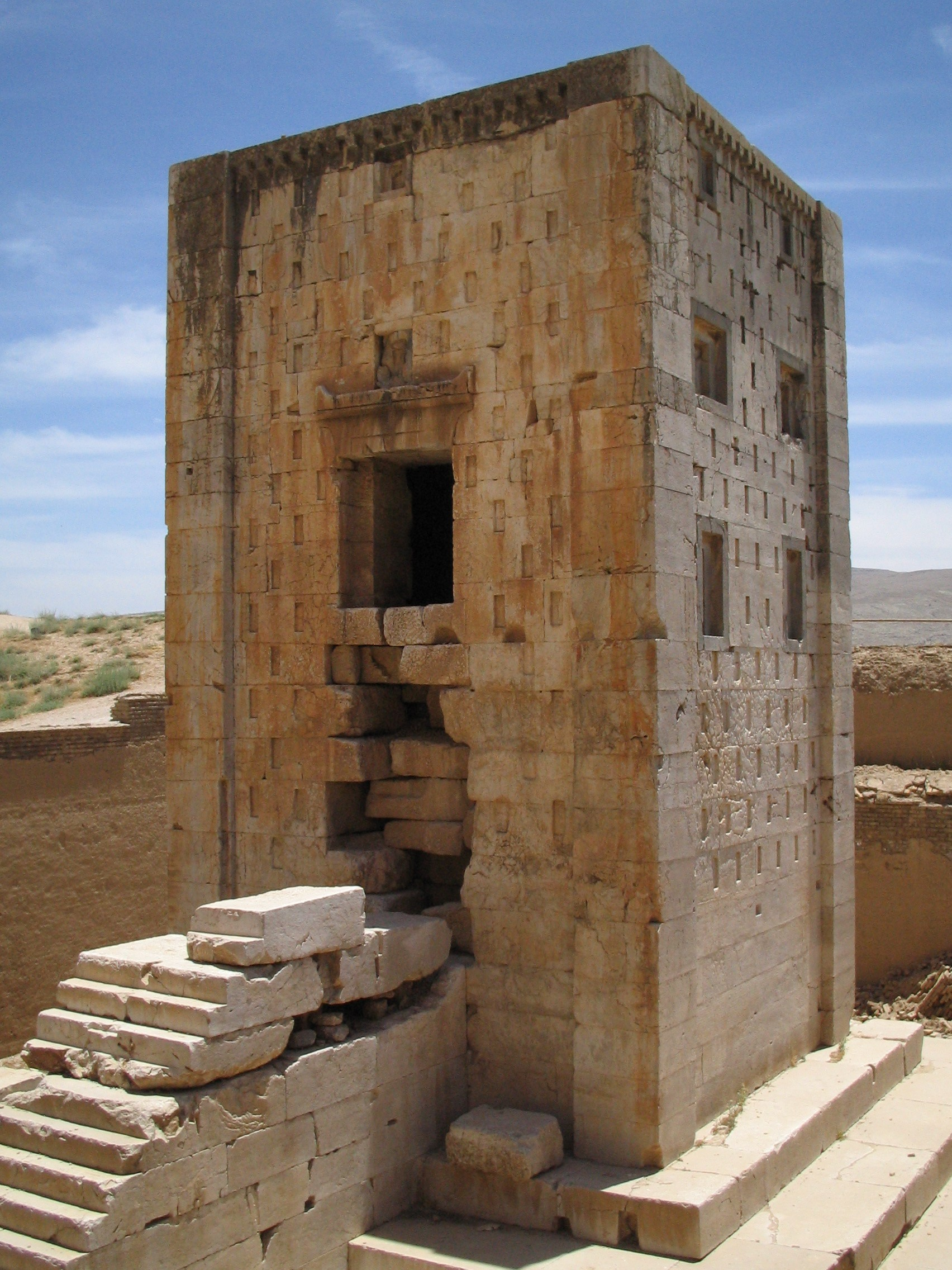

Al centro del sito vi è un edificio a base quadrata chiamato Bun Khanak, per lungo tempo ritenuto un tempio del fuoco. Le moderne ricerche invece propendono per l'ipotesi che sia stata la sede del Tesoro di Stato.
Robert Byron si sofferma particolarmente su questo edificio e sui suoi dettagli architettonici:
(Robert Byron)

## Galleria d'immagini

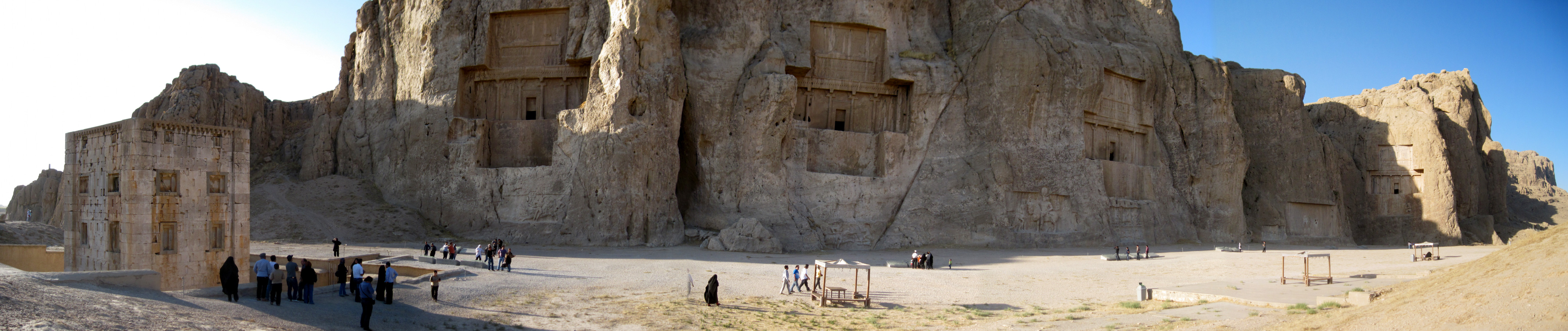
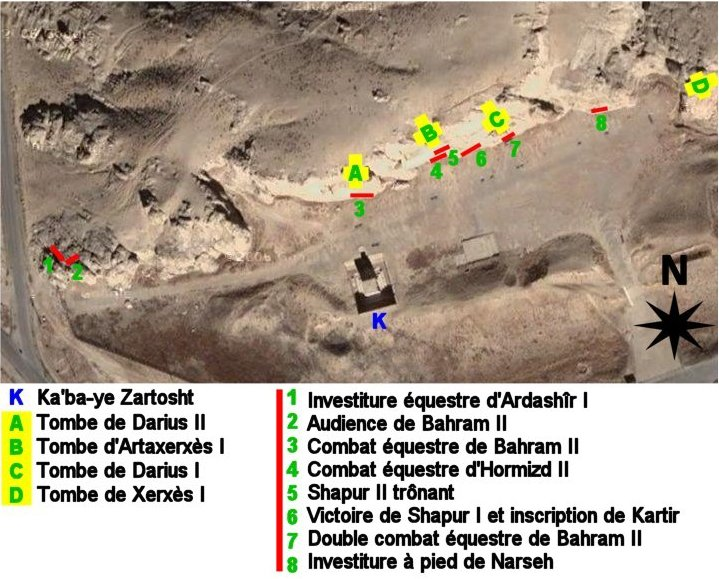
Mappa del sito archeologico con le tombe dei grandi re persiani
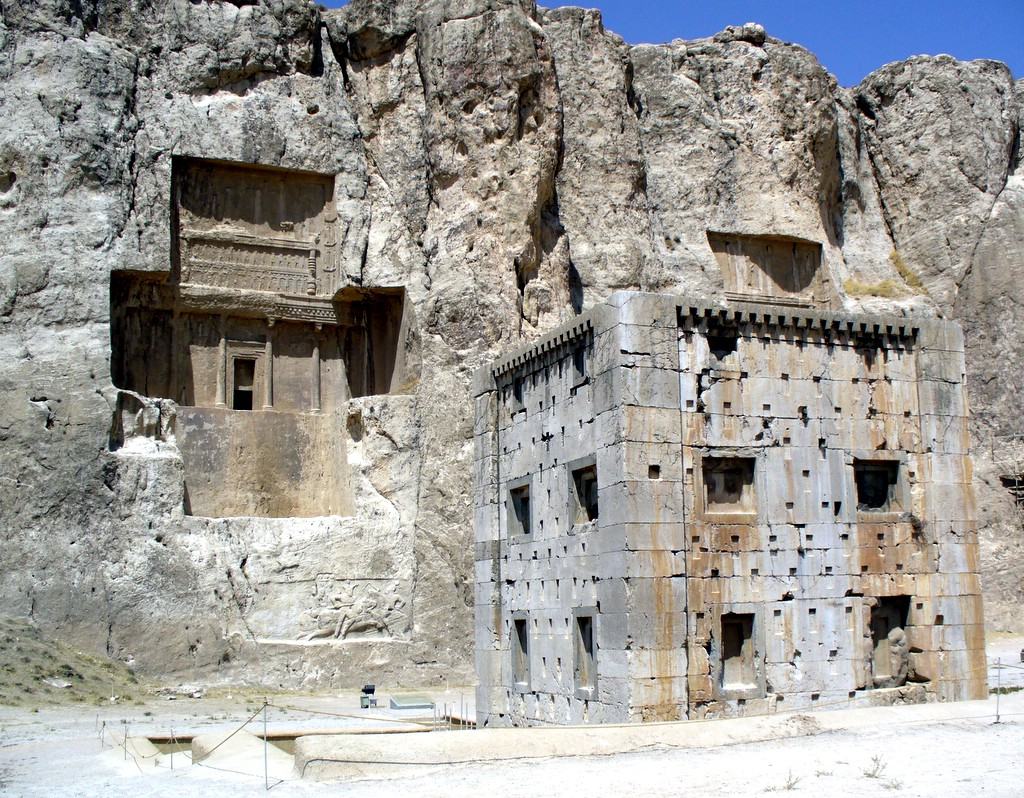
Ka'ba-ye Zartosht (La "ka'ba di Zoroastro": struttura a forma di cubo in primo piano), tempio zoroastriano di epoca achemenide. Sullo sfondo, Naqsh-e Rostam.